# Varaktigt bosatt
Varaktigt bosatt är en tredjelandsmedborgare inom Europeiska unionen som har varit lagligen och oavbrutet bosatt med uppehållstillstånd i en av unionens medlemsstater under minst fem års tid och som beviljats status som varaktigt bosatt i enlighet med direktiv 2003/109/EG. Som varaktigt bosatt åtnjuter tredjelandsmedborgaren vissa av de rättigheter till fri rörlighet och likabehandling som normalt endast omfattar unionsmedborgare och, i viss mån, deras familjemedlemmar. Detta innefattar bland annat rätten att bosätta sig samt ta anställning, driva företag eller bedriva studier i andra medlemsstater, under förutsättning att personen i fråga kan försörja sig själv och sin familj i den mottagande medlemsstaten.
Bestämmelserna om varaktigt bosatta återfinns i direktiv 2003/109/EG, som utfärdades av Europeiska unionens råd den 25 november 2003, trädde i kraft den 23 januari 2004 och skulle vara införlivat i medlemsstaternas nationella lagar och andra författningar senast den 23 januari 2006. Det ursprungliga direktivets bestämmelser omfattade inte tredjelandsmedborgare som erhållit asyl; genom en ändring av direktivet under 2011 utökades det till att även omfatta dessa personer. I april 2022 presenterade Europeiska kommissionen ett lagförslag om att reformera regelverket för varaktigt bosatta för att förenkla bestämmelserna.
Bestämmelserna om varaktigt bosatta är en del av den gemensamma invandringspolitiken och omfattar inte Danmark och Irland på grund av deras undantagsklausuler på området med frihet, säkerhet och rättvisa.

## Status som varaktigt bosatt

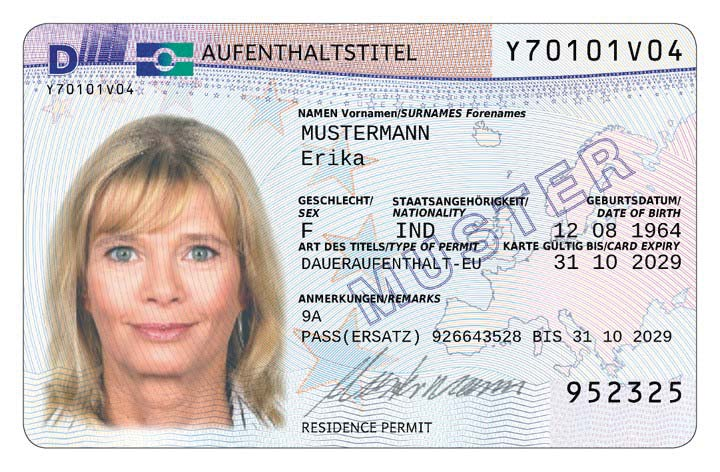
Ett uppehållstillstånd för en varaktigt bosatt i Tyskland.

För att erhålla status som varaktigt bosatt behöver en tredjelandsmedborgare ha varit lagligen och oavbrutet bosatt med uppehållstillstånd i en av unionens medlemsstater under minst fem års tid. Frånvaro som är kortare än sex månader i följd och tio månader totalt är dock tillåtet under perioden. Bosättning som baserar sig på att personen är au pair, säsongsarbetare, utstationerad arbetstagare eller diplomat räknas inte. Särskilda bestämmelser gäller även studerande och asylsökande. Personen i fråga måste anses kunna försörja sig själv och sin familj, samt ha en sjukförsäkring som täcker alla risker som de egna medborgarna i medlemsstaten normalt omfattas av. Vem som är familjemedlem definieras enligt familjeåterföreningsdirektivet, och innefattar bland annat make eller maka samt minderåriga barn. Även familjemedlemmar till unionsmedborgare, som åtnjuter fri rörlighet, har möjlighet att erhålla status som varaktigt bosatta om de uppfyller villkoren för detta.
Ansökan om status som varaktigt bosatt lämnas in till de ansvariga myndigheterna i den medlemsstat där den sökande är bosatt. Ett beslut ska därefter fattas inom sex månader och meddelas tredjelandsmedborgaren skriftligen. Endast i särskilda fall får tidsfristen förlängas. Om ansökan om status som varaktigt bosatt beviljas, erhåller tredjelandsmedborgaren ett särskilt uppehållstillstånd för varaktigt bosatta. Detta är ett permanent uppehållstillstånd som ska gälla i minst fem år och förnyas automatiskt.
Statusen som varaktigt bosatt kan återkallas om det visar sig att personen i fråga har förvärvat den genom bedrägeri eller om personen utvisas med hänsyn till allmän ordning eller allmän säkerhet. Den kan även gå förlorad genom bortovaro från unionens territorium i minst tolv månader i följd, utom i särskilda fall som ska specificeras i den nationella lagstiftningen. En person förlorar i regel också sin status som varaktigt bosatt om han eller hon förvärvar motsvarande status i en annan medlemsstat.

## Rättigheter som varaktigt bosatt
Varaktigt bosatta erhåller en rad rättigheter som kan liknas vid de som unionsmedborgare har vid uppehåll i en annan medlemsstat än den där de är medborgare. Till exempel har varaktigt bosatta samma rätt till tillträde till arbetsmarknaden och utbildning som de egna medborgarna i en medlemsstat. Varaktigt bosatta har även rätt att röra sig fritt inom unionen och bosätta sig samt ta anställning, driva företag eller bedriva studier i andra medlemsstater, under förutsättning att den varaktigt bosatta kan försörja sig själv och sin familj i den mottagande medlemsstaten. Till skillnad från unionsmedborgare åtnjuter dock varaktigt bosatta inte uppehållsrätt. Istället måste varaktigt bosatta ansöka om uppehållstillstånd om de avser uppehålla sig i mer än tre månader i en annan medlemsstat än den där de har erhållit statusen som varaktigt bosatt.

### Likabehandling
Som varaktigt bosatt åtnjuter en tredjelandsmedborgare långtgående rättigheter om likabehandling i den medlemsstat där han eller hon är bosatt. Varaktigt bosatta har samma rättigheter som de egna medborgarna i den medlemsstaten i fråga om bland annat
- tillträde till arbetsmarknaden och verksamhet som egenföretagare, liksom anställnings- och arbetsvillkor, inklusive uppsägnings- och lönevillkor,
- utbildning och yrkesutbildning, inklusive möjligheterna att få bidrag och stipendier för studier i enlighet med nationell lagstiftning,
- social trygghet, socialt bistånd och socialt skydd,
- skatteförmåner,
- föreningsfrihet, samt
- fritt tillträde till den berörda medlemsstatens territorium.

Tillträde till anställning och verksamhet som egenföretagare kan dock begränsas i de fall sådan verksamhet enligt nationell rätt eller unionsrätten är förbehållen de egna medborgarna eller unionsmedborgare. Språkkrav och uppfyllandet av särskilda utbildningskrav är också tillåtna för tillträde till utbildning och yrkesutbildning.

### Rätt till fri rörlighet
Vid resa och uppehåll inom Europeiska unionen åtnjuter varaktigt bosatta långtgående rättigheter som kan jämföras med unionsmedborgares rätt till fri rörlighet. Varaktigt bosatta har, liksom andra tredjelandsmedborgare med uppehållstillstånd, rätt till visumfrihet vid kortare vistelse (maximalt 90 dagar under en 180-dagarsperiod) i en annan medlemsstat inom Schengenområdet än den där de är bosatta. En varaktigt bosatt har även rätt att bosätta sig i en annan medlemsstat i mer än tre månader för att till exempel ta anställning eller inleda verksamhet som egenföretagare, för att studera eller följa en yrkesutbildning eller för andra syften. I vissa fall kan dock den mottagande medlemsstaten begränsa eller ge företräde åt unionsmedborgare eller redan bosatta tredjelandsmedborgare vad gäller att ta anställning eller inleda verksamhet som egenföretagare.
En varaktigt bosatt som bosätter sig i en ny medlemsstat måste inom tre månader ansöka om uppehållstillstånd i den medlemsstaten. De ansvariga myndigheterna måste handlägga ärendet inom fyra månader från att ansökan har inlämnats. Den varaktigt bosatta måste kunna styrka sin förmåga att kunna försörja sig själv och sin familj i den mottagande medlemsstaten. Han eller hon måste även ha en sjukförsäkring. Familjemedlemmar till den varaktigt bosatta har rätt att följa med om familjen var bildad redan i den ursprungliga medlemsstaten, där status som varaktigt bosatt beviljades. I annat fall gäller bestämmelserna i familjeåterföreningsdirektivet.

### Begränsningar med hänsyn till allmän ordning, allmän säkerhet eller folkhälsa
Om en tredjelandsmedborgare anses utgöra ett hot mot allmän ordning eller allmän säkerhet i en medlemsstat kan hans eller hennes möjligheter att erhålla eller utöva sin status som varaktigt bosatt begränsas. En medlemsstat kan till exempel på dessa grunder förvägra en tredjelandsmedborgare från att erhålla status som varaktigt bosatt. Andra medlemsstater får vägra att bevilja uppehållstillstånd till en varaktigt bosatt på samma grunder. Sådan bedömning får inte grunda sig på ekonomiska överväganden.
I mycket restriktiva fall kan medlemsstaterna även vägra ansökningar om uppehållstillstånd för en varaktigt bosatt eller familjemedlemmar om personen anses utgöra ett hot mot folkhälsan. Detta kan ske om personen bär på någon av de sjukdomar som är epidemiska enligt Världshälsoorganisationen eller om personen bär på en annan smittsam infektions- eller parasitsjukdom för vilken skyddsåtgärder även gäller de egna medborgarna i den berörda medlemsstaten. En sådan förvägran får dock inte användas i samband med förnyande av uppehållstillstånd. Medlemsstaterna får kräva att en varaktigt bosatt person genomgår en hälsoundersökning med syfte att fastställa att han eller hon inte lider av en epidemisk sjukdom. Sådana hälsoundersökningar får dock inte göras rutinmässigt.

## Överföring av status som varaktigt bosatt
Om en tredjelandsmedborgare flyttar till en annan medlemsstat än den där han eller hon har erhållit sin status som varaktigt bosatt, har personen i fråga rätt att ansöka om status som varaktigt bosatt i den nya medlemsstaten efter fem års lagligen och oavbrutet uppehåll med uppehållstillstånd där. Samma villkor och förfaranden gäller då för att erhålla status som varaktigt bosatt som för en tredjelandsmedborgare utan status som varaktigt bosatt.
Särskilda bestämmelser gäller för personer med EU-blåkort. En sådan person kan erhålla status som varaktigt bosatt efter enbart två års lagligen och oavbrutet uppehåll i en medlemsstat under förutsättning att han eller hon har vistats inom unionens territorium de senaste fem åren i egenskap av innehavare av ett EU-blåkort.